# Antah
Antah là một thành phố và khu đô thị của quận Baran thuộc bang Rajasthan, Ấn Độ.

## Nhân khẩu
Theo điều tra dân số năm 2001 của Ấn Độ, Antah có dân số 26.779 người. Phái nam chiếm 52% tổng số dân và phái nữ chiếm 48%. Antah có tỷ lệ 61% biết đọc biết viết, cao hơn tỷ lệ trung bình toàn quốc là 59,5%: tỷ lệ cho phái nam là 71%, và tỷ lệ cho phái nữ là 49%. Tại Antah, 17% dân số nhỏ hơn 6 tuổi.